# Campeonato Amapaense de Futebol de 2023
O Campeonato Amapaense de Futebol de 2023, conhecido oficialmente como Campeonato Amapaense de Futebol Profissional de 2023, foi a 78ª edição da primeira divisão profissional do Campeonato Amapaense. O certame foi organizado pela Federação Amapaense de Futebol — FAF, entidade máxima do futebol no estado do Amapá. A competição começou em 10 de maio e terminou em 19 de julho.
Em 30 de dezembro de 2022, a Federação Amapaense de Futebol (FAF) anunciou que o troféu de campeão do Campeonato Amapaense 2023 recebeu o nome de Edson Arantes do Nascimento, Rei Pelé. A informação foi divulgada em vídeo pelo presidente da FAF, Netto Góes, que fez questão de destacar o legado de Pelé para a história do futebol mundial e do esporte brasileiro.
O campeão ganhou vaga na Copa do Brasil de 2024, Copa Verde de 2024 e Série D de 2024. O vice-campeão ganhou vaga na Copa do Brasil de 2024.

## Regulamento
A competição se realizou com oito clubes participantes, e teve início em 10 de maio de 2023, observando que foi disputada em turno único, distribuído em três fases:
| Primeira fase — Fase regular — Fase de pontos corridos — Fase classificatória |
| --- |
| Na primeira fase, que compreende a fase classificatória, os competidores jogaram entre si em turno único, e em confronto direto, classificando-se para fase semifinal as quatro agremiações melhores posicionadas ao final desta fase. |
| Critérios de desempate |
| Ocorrendo igualdade em pontos ganhos entre dois ou mais clubes aplicam-se sucessivamente, na fase classificatória, os seguintes critérios técnicos de desempate: 1) maior número de vitórias; 2) maior saldo de gols; 3) maior número de gols pró; 4) confronto direto; 5) menor número de cartões vermelhos; 6) menor número de cartões amarelos; 7) sorteio público na sede da FAF. |

| Segunda fase — Semifinal |
| --- |
| A segunda fase, que compreende a fase semifinal, foi disputada no sistema mata-mata em duas partidas [ida e volta], entre as quatro melhores equipes da fase classificatória. As duas melhores equipes da fase classificatória disputam a semifinal com a vantagem do empate. |

| Terceira fase — Final |
| --- |
| A fase final [ou final] foi realizada em dois jogos pelas equipes vencedoras dos confrontos da fase semifinal. Caso o confronto do mata-mata final terminasse empatado no placar agregado, o título seria decidido em disputa de pênaltis. |

## Participantes
O certame contou com a participação de oito clubes. O defensor do título, Trem, junto com: Macapá, Oratório, Santos, São Paulo, Independente, Santana e Ypiranga. Além desses, cogitou-se a volta do Mazagão, que teve sua desfiliação tornada sem efeito pela FAF, e do São José.
| Equipe       | Cidade  | Fundação                 | Em 2022      | Títulos             |
| ------------ | ------- | ------------------------ | ------------ | ------------------- |
| Independente | Santana | 19 de janeiro de 196200  | Vice-campeão | 05 (último em 2001) |
| Macapá       | Macapá  | 7 de setembro de 194100  | 7º colocado  | 17 (último em 1991) |
| Oratório     | Macapá  | 15 de agosto de 196900   | 5º colocado  | 01 (último em 2012) |
| Santana      | Santana | 25 de setembro de 195500 | 4º colocado  | 07 (último em 1985) |
| Santos       | Macapá  | 11 de maio de 197300     | 3º colocado  | 07 (último em 2019) |
| São Paulo    | Macapá  | 3 de fevereiro de 198800 | 8º colocado  | 0 (nenhum)          |
| Trem         | Macapá  | 1 de janeiro de 194700   | Campeão      | 07 (último em 2022) |
| Ypiranga     | Macapá  | 15 de maio de 196300     | 6º colocado  | 10 (último em 2020) |

| Fonte: FAF |

## Primeira Fase

### Classificação
| Pos | Equipe          | Pts | J | V | E | D | GP | GC | SG  | Classificado |
| --- | --------------- | --- | - | - | - | - | -- | -- | --- | ------------ |
| 1   | Independente-AP | 18  | 7 | 6 | 0 | 1 | 20 | 9  | +11 | Próxima fase |
| 2   | Trem            | 15  | 7 | 5 | 0 | 2 | 18 | 7  | +11 | Próxima fase |
| 3   | Ypiranga-AP     | 14  | 7 | 4 | 2 | 1 | 21 | 9  | +12 | Próxima fase |
| 4   | Oratório        | 11  | 7 | 3 | 2 | 2 | 12 | 8  | +4  | Próxima fase |
| 5   | Santos-AP       | 8   | 7 | 2 | 2 | 3 | 13 | 8  | +5  |              |
| 6   | Macapá          | 8   | 7 | 2 | 2 | 3 | 10 | 13 | −3  |              |
| 7   | São Paulo-AP    | 4   | 7 | 1 | 1 | 5 | 11 | 27 | −16 |              |
| 8   | Santana         | 1   | 7 | 0 | 1 | 6 | 8  | 32 | −24 |              |

### Resultados
| 10 de maio | Trem | 5 – 2 | São Paulo | Macapá         |  |
| 20:00      |      |       |           | Estádio: Zerão |  |

| 11 de maio | Macapá | 2 – 2 | Ypiranga | Macapá         |  |
| 20:00      |        |       |          | Estádio: Zerão |  |

| 12 de maio | Santos | 1 – 2 | Independente | Macapá         |  |
| 20:00      |        |       |              | Estádio: Zerão |  |

| 13 de maio | Santana | 1 – 3 | Oratório | Macapá         |  |
| 17:00      |         |       |          | Estádio: Zerão |  |

| 15 de maio | Independente | 3 – 1 | Ypiranga | Macapá         |  |
| 20:00      |              |       |          | Estádio: Zerão |  |

| 17 de maio | Oratório | 2 – 0 | Trem | Macapá         |  |
| 20:00      |          |       |      | Estádio: Zerão |  |

| 19 de maio | Santos | 0 – 0 | Santana | Macapá         |  |
| 20:00      |        |       |         | Estádio: Zerão |  |

| 20 de maio | São Paulo | 1 – 1 | Macapá | Macapá         |  |
| 17:00      |           |       |        | Estádio: Zerão |  |

| 22 de maio | Ypiranga | 1 – 1 | Oratório | Macapá         |  |
| 20:00      |          |       |          | Estádio: Zerão |  |

| 24 de maio | Trem | 1 – 0 | Santos | Macapá         |  |
| 20:00      |      |       |        | Estádio: Zerão |  |

| 25 de maio | Independente | 3 – 0 | São Paulo | Macapá         |  |
| 20:00      |              |       |           | Estádio: Zerão |  |

| 26 de maio | Santana | 3 – 4 | Macapá | Macapá         |  |
| 20:00      |         |       |        | Estádio: Zerão |  |

| 29 de maio | São Paulo | 0 — 5 | Santos | Macapá         |  |
| 20:00      |           |       |        | Estádio: Zerão |  |

| 31 de maio | Macapá | 0 — 1 | Trem | Macapá         |  |
| 20:00      |        |       |      | Estádio: Zerão |  |

| 1 de junho | Independente | 3 — 1 | Oratório | Macapá         |  |
| 20:00      |              |       |          | Estádio: Zerão |  |

| 2 de junho | Ypiranga | 5 — 1 | Santana | Macapá         |  |
| 20:00      |          |       |         | Estádio: Zerão |  |

| 4 de junho | Santos | 4 — 1 | Macapá | Macapá         |  |
| 16:00      |        |       |        | Estádio: Zerão |  |

| 8 de junho | Oratório | 3 — 0 | São Paulo | Macapá         |  |
| 20:00      |          |       |           | Estádio: Zerão |  |

| 9 de junho | Santana | 1 — 6 | Independente | Macapá         |  |
| 20:00      |         |       |              | Estádio: Zerão |  |

| 28 de junho | Trem | 1 — 2 | Ypiranga | Macapá         |  |
| 20:00       |      |       |          | Estádio: Zerão |  |

| 13 de junho | Oratório | 0 — 1 | Macapá | Macapá         |  |
| 20:00       |          |       |        | Estádio: Zerão |  |

| 15 de junho | Santos | 1 — 2 | Ypiranga | Macapá         |  |
| 20:00       |        |       |          | Estádio: Zerão |  |

| 16 de junho | Santana | 2 — 8 | São Paulo | Macapá         |  |
| 20:00       |         |       |           | Estádio: Zerão |  |

| 05 de julho | Independente | 1 — 4 | Trem | Macapá         |  |
| 20:00       |              |       |      | Estádio: Zerão |  |

| 19 de junho | Macapá | 1 — 2 | Independente | Macapá         |  |
| 20:00       |        |       |              | Estádio: Zerão |  |

| 21 de junho | Trem | 6 — 0 | Santana | Macapá         |  |
| 20:00       |      |       |         | Estádio: Zerão |  |

| 22 de junho | São Paulo | 0 — 8 | Ypiranga | Macapá         |  |
| 20:00       |           |       |          | Estádio: Zerão |  |

| 23 de junho | Santos | 2 — 2 | Oratório | Macapá         |  |
| 20:00       |        |       |          | Estádio: Zerão |  |

## Fase final
Em itálico as equipes que possuem o mando de campo no jogo de ida; em negrito as equipes vencedoras.
|  | Semifinais      | Semifinais | Semifinais | Semifinais |   |                 | Final | Final | Final | Final |
|  |                 |            |            |            |   |                 |       |       |       |       |
|  | Independente-AP | 0          | 2          | 2          |   |                 |       |       |       |       |
|  | Oratório        | 0          | 2          | 2          |   |                 |       |       |       |       |
|  | Oratório        | 0          | 2          | 2          |   | Independente-AP | 0     | 3     | 3     |       |
|  |                 |            |            |            |   | Independente-AP | 0     | 3     | 3     |       |
|  |                 | Trem       | 2          | 3          | 5 |                 |       |       |       |       |
|  | Trem            | Trem       | 2          | 3          | 5 | 2               | 3     | 5     |       |       |
|  | Trem            |            |            |            |   | 2               | 3     | 5     |       |       |
|  | Ypiranga-AP     | 0          | 1          | 1          |   |                 |       |       |       |       |

### Semifinal
| 10 de julho IDA | Oratório | 0 — 0 | Independente-AP | Macapá         |  |
| 20:00           |          |       |                 | Estádio: Zerão |  |

| 15 de julho VOLTA | Independente-AP       | 2 — 2 (2 — 2 agr.) | Oratório                       | Macapá         |  |
| 20:00             | Daniel Felipe 75' 88' |                    | Bambelo 2' · Matheus Lopes 48' | Estádio: Zerão |  |

| 12 de julho IDA | Ypiranga-AP | 0 — 2 | Trem               | Macapá         |  |
| 17:00           |             |       | Aleílson 43' 45+1' | Estádio: Zerão |  |

| 19 de julho VOLTA | Trem                                              | 3 — 1 (5 — 1 agr.) | Ypiranga-AP | Macapá         |  |
| 20:00             | Aleílson 46' · Wanderson Gotinha 64' · Rubran 83' |                    | Alesson 86' | Estádio: Zerão |  |

### Final
| \| 27 de julho \| Trem \| 2 — 0 \| Independente-AP \| Macapá \| \| \| 20:00 \| Dudu 43' · Wanderson Gotinha 82' \| \| \| Estádio: Zerão \| \| |                                  |       |                 |                |  |
| 27 de julho | Trem                             | 2 — 0 | Independente-AP | Macapá         |  |
| 20:00 | Dudu 43' · Wanderson Gotinha 82' |       |                 | Estádio: Zerão |  |

| \| 03 de agosto \| Independente-AP \| 3 — 3 (3 — 5 agr.) \| Trem \| Macapá \| \| \| 20:00 \| Rafael Santana 29' · Wandinho 32' · Guly 50' \| \| Aleílson 17' · Silvio 61' · Gilmar 90+4' \| Estádio: Zerão \| \| |                                              |                    |                                          |                |  |
| 03 de agosto | Independente-AP                              | 3 — 3 (3 — 5 agr.) | Trem                                     | Macapá         |  |
| 20:00 | Rafael Santana 29' · Wandinho 32' · Guly 50' |                    | Aleílson 17' · Silvio 61' · Gilmar 90+4' | Estádio: Zerão |  |

## Premiação
| Campeonato Amapaense de Futebol de 2023 Primeira Divisão Profissional |
| --------------------------------------------------------------------- |
| Trem Campeão (9.º título)                                             |